# Proconosama eluta
Proconosama eluta är en insektsart som beskrevs av Young 1968. Proconosama eluta ingår i släktet Proconosama och familjen dvärgstritar.
Artens utbredningsområde är Colombia. Inga underarter finns listade i Catalogue of Life.